# Новобезсергенівське сільське поселення
Новобезсергенівське сільське поселення — муніципальне утворення у Неклинівському районі Ростовської області.
Адміністративний центр поселення — село Новобезсергенівка.

## Географія
Безсерегенівське поселення розташоване на захід від Таганрогу на Міуському півострові між Міуським лиманом й Таганрізькою затокою Озівського моря.

## Адміністративний устрій
До складу Новобезсергенівського сільського поселення входять:
- село Новобезсергенівка - 3583 осіб (2010 рік);
- село Александрова Коса - 926 осіб (2010 рік);
- село Нікольське - 219 осіб (2010 рік);
- село Петрушино - 2069 осіб (2010 рік);
- селище Дмитріадовка - 728 осіб (2010 рік);
- селище Комаровка - 412 осіб (2010 рік);
- хутір Герасимовка - 102 особи (2010 рік);
- хутір Дарагановка - 496 осіб (2010 рік);
- хутір Новозолотовка - 627 осіб (2010 рік);
- хутір Сєдих - 133 особи (2010 рік);
- хутір Софієвка - 115 осіб (2010 рік).[3]